# 컴퓨터 제어
컴퓨터 제어는 아날로그 제어 시스템(analog control system)에 대한 블록선로가 주어져 있다. 제어대상에 적합한 액추에이터를 선정하고, 앞에서 공후한 PID 제어기를 적절히 조합하여, 사양을 만족시키는 제어기를 설계할 수 있고, 제어기에 필요한 신호를 검출하고, 센서를 선택하면 아날로그 제어 시스템을 구현할 수 있다. 이에 따라 디지털 제어 시스템(digital control system)은 디지털 제어기는 제어에 필요한 모든 정보처리를 수행한다. 정보 처리기는 디지털 로직이나 마이크로프로세서에 의해 구현될 수 있으며, 마이크로프로세서가 주체인 경우를 좁은 의미로 말한다.